# Vražné
Vražné település Csehországban, Nový Jičín-i járásban. Vražné Mankovice, Odry, Jeseník nad Odrou és Bělotín településekkel határos. Lakosainak száma 834 fő (2024. január 1.).

## Népesség
A település lakosságának változását az alábbi diagram mutatja:
| Lakosok száma | 1568 | 1384 | 1280 | 940  | 877  | 842  | 850  | 833  | 849  | 834  |
|               | 1869 | 1890 | 1921 | 1950 | 1980 | 2001 | 2017 | 2019 | 2022 | 2024 |